# 후고 살멜라

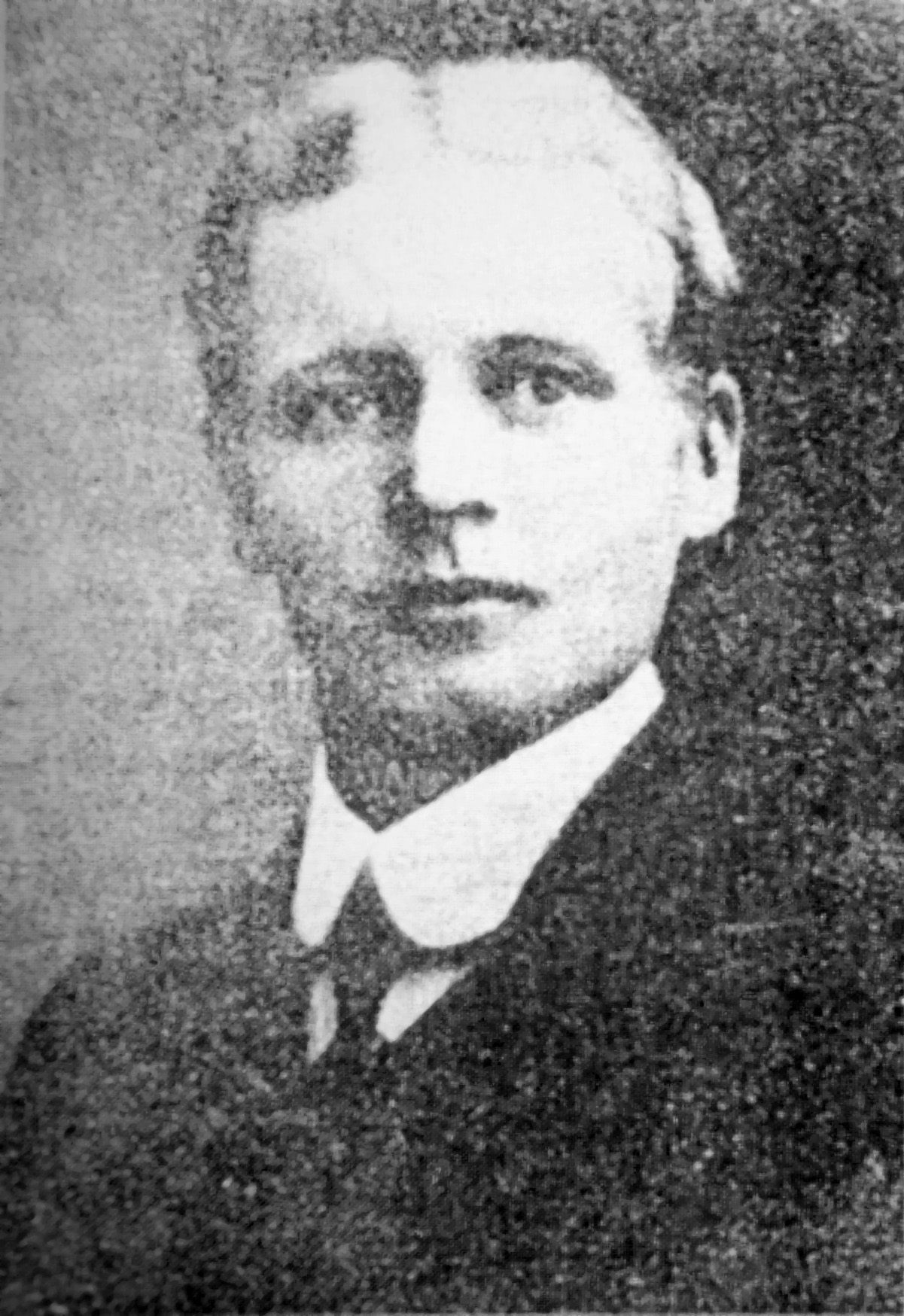

후고 살멜라(Hugo Salmela: 1884년 6월 13일 - 1918년 3월 28일)는 1918년 핀란드 내전 때 활동한 적위대 지도자 중 하나이다. 핀란드 동부 콧카에서 목재 제재소 직공으로 일했으며, 군사훈련을 받은 경험은 없었다. 1917년 말 적위대가 조직되자 퀴미 지역 적위대 대장이 되었다.
1918년 1월 내전이 발발하자 적핀란드 지도자 알리 알토넨과 에로 하팔라이넨은 살멜라에게서 군사적 재능을 발견하여 그를 탐페레로 데려와 미하일 스베츠니코프의 후임으로 북부전선 총사령관을 맡게 했다. 살멜라는 군사훈련 경험이 전무했기에 구 러시아 제국군 중령 게오르기 불라첼이 그 고문이 되었다. 탐페레 전투 당시 살멜라는 불라첼의 도움을 받아 거의 혼자서 방어전을 치렀다. 당시 알토넨은 술을 마시고 있었다고 한다.
살멜라는 1918년 3월 폭발 사고로 사망했다. 전 서부전선 사령관 쿠스타 살미넨이 적위대 본부에서 실수로 수류탄을 격발시켰고 그 수류탄이 수류탄 바구니 속으로 굴러들어갔다. 폭발의 결과 살멜라를 비롯한 적위대 간부 여러 명이 죽었고 사고를 일으킨 살미넨도 양 다리를 잃었다. 적위대는 살멜라를 퓌니킨하류에 매장했지만 내전이 끝난 뒤 백군이 그 시체를 파내서 칼레반캉가스의 집단매장지에 재매장했다.